# Dick Schoenaker
Dirk Hendricus «Dick» Schoenaker (Ede, Países Bajos, 30 de noviembre de 1952) es un exfutbolista y actual dirigente deportivo neerlandés. En su etapa como jugador profesional se desempeñaba como centrocampista. Es directivo del Ajax desde 2011.

## Selección nacional
Fue internacional con la selección de fútbol de los Países Bajos en 13 ocasiones y convirtió 6 goles. Formó parte de la selección subcampeona de la Copa del Mundo de 1978, jugando solo un partido.

### Participaciones en Copas del Mundo
| Mundial                        | Sede      | Resultado  | Partidos | Goles |
| ------------------------------ | --------- | ---------- | -------- | ----- |
| Copa Mundial de Fútbol de 1978 | Argentina | Subcampeón | 1        | 0     |

## Clubes
| Club          | País         | Año       |
| ------------- | ------------ | --------- |
| FC Wageningen | Países Bajos | 1973-1974 |
| De Graafschap | Países Bajos | 1974-1976 |
| Ajax          | Países Bajos | 1976-1985 |
| FC Twente     | Países Bajos | 1985-1986 |
| Vitesse       | Países Bajos | 1986-1988 |

## Palmarés

### Campeonatos nacionales
| Título                   | Club | País         | Año  |
| ------------------------ | ---- | ------------ | ---- |
| Eredivisie               | Ajax | Países Bajos | 1977 |
| Eredivisie               | Ajax | Países Bajos | 1979 |
| Copa de los Países Bajos | Ajax | Países Bajos | 1979 |
| Eredivisie               | Ajax | Países Bajos | 1980 |
| Eredivisie               | Ajax | Países Bajos | 1982 |
| Eredivisie               | Ajax | Países Bajos | 1983 |
| Copa de los Países Bajos | Ajax | Países Bajos | 1983 |